# عائشة فرح
عائشة فرح هي سياسية مغربية ولدت في مدينة الدار البيضاء في المغرب.

## مسيرتها المهنية
أنتخبت عائشة فرح كعضو في البرلمان المغربي في الانتخابات التشريعية المغربية لعام 2016 كممثلة لحزب الأصالة والمعاصرة عن الدائرة الانتخابية الوطنية - الجزء الثاني المخصص للشباب من الجنسين، واختيرت لتكون جزءًا من لجنة التعليم والثقافة والاتصال في البرلمان المغربي، كما أنها عضو في اتحاد مجالس الدول الأعضاء في منظمة التعاون الإسلامي.

## الأنشطة
شاركت عائشة فرح باعتبارها نائبة برلمانية وممثلة حزب الأصالة والمعاصرة بمجلس النواب المغربي، في المؤتمر التاسع للبرلمانيات المسلمات، والذي أقيم في 29 يناير عام 2020، في مدينة بواغادوغوفي بوركينا فاسو.